# Micrathyria hesperis
Micrathyria hesperis – gatunek ważki z rodziny ważkowatych (Libellulidae). Występuje na terenie Ameryki Środkowej.